# Beşiktaş Jimnastik Kulübü 2018-2019
Questa voce raccoglie le informazioni riguardanti il Beşiktaş Jimnastik Kulübü nelle competizioni ufficiali della stagione 2018-2019.

## Rosa
Rosa aggiornata al 31 gennaio 2019.
| N. |                        | Ruolo | Calciatore           |
| -- | ---------------------- | ----- | -------------------- |
| 1  | Germania (bandiera)    | P     | Loris Karius         |
| 3  | Brasile (bandiera)     | D     | Adriano              |
| 6  | Cile (bandiera)        | C     | Gary Medel           |
| 7  | Portogallo (bandiera)  | C     | Ricardo Quaresma     |
| 10 | Turchia (bandiera)     | C     | Oğuzhan Özyakup      |
| 11 | Turchia (bandiera)     | A     | Mustafa Pektemek     |
| 12 | Cile (bandiera)        | D     | Enzo Roco            |
| 13 | Canada (bandiera)      | C     | Atiba Hutchinson     |
| 14 | Turchia (bandiera)     | D     | Fatih Aksoy          |
| 15 | Francia (bandiera)     | D     | Nicolas Isimat-Mirin |
| 17 | Paesi Bassi (bandiera) | C     | Jeremain Lens        |
| 19 | Turchia (bandiera)     | A     | Güven Yalçın         |
| 20 | Turchia (bandiera)     | C     | Necip Uysal          |
| 22 | Serbia (bandiera)      | A     | Adem Ljajić          |

| N. |                     | Ruolo | Calciatore       |
| -- | ------------------- | ----- | ---------------- |
| 23 | Giappone (bandiera) | C     | Shinji Kagawa    |
| 24 | Croazia (bandiera)  | D     | Domagoj Vida     |
| 26 | Turchia (bandiera)  | C     | Dorukhan Toköz   |
| 29 | Turchia (bandiera)  | P     | Tolga Zengin     |
| 30 | Turchia (bandiera)  | P     | Ersin Destanoğlu |
| 37 | Turchia (bandiera)  | C     | Mertcan Açıkgöz  |
| 41 | Turchia (bandiera)  | D     | Alpay Çelebi     |
| 55 | Turchia (bandiera)  | C     | Gökhan Töre      |
| 71 | Turchia (bandiera)  | A     | Burak Yılmaz     |
| 77 | Turchia (bandiera)  | D     | Gökhan Gönül     |
| 88 | Turchia (bandiera)  | D     | Caner Erkin      |
| 95 | Canada (bandiera)   | A     | Cyle Larin       |
| 97 | Turchia (bandiera)  | P     | Utku Yuvakuran   |
| 99 | Brasile (bandiera)  | A     | Vágner Love      |